# Zgornja votla vena
Zgornja votla vena (latinsko vena cava superior) ali velika zgornja dovodnica je zgornja izmed dveh votlih ven venskega sistema, ki dovaja deoksigenirano kri iz zgornje polovice sistemskega obtoka v desni srčni preddvor. Je krajša od spodnje votle vene in v najširšem delu meri njen premer 24 mm. Leži v sprednjem desnem zgornjem medpljučju.

## Zgradba in potek zgornje votle vene
Zgornja votla vena nastane za spodnjim robom prvega desnega rebernega hrustanca z združitvijo leve in desne brahiocefalične vene, ki drenirata kri iz zgornjih okončin, oči in vratu. Poteka vertikalno navzdol za prvim medrebrnim prostorom. Pred izlitjem v srce za drugim desnim rebernim hrustancem se ji pridruži še vena azygos. 
Med zgornjo votlo veno in desnim preddvorom ni zaklopk zato se lahko pulzni val desnega preddvora in desnega prekata širi tudi po venskem sistemu vse do notranje jugularne vene – preko mišice sternocleidomastoideus ga lahko vidimo kot jugularni venski pritisk. 

## Klinični pomen
Zapora zgornje votle vene je lahko delna ali popolna. Navadno jo povezujemo z rakavimi obolenji, kot so rak pljuč, razsuti (metastatski) rak ali limfom. Zapora lahko vodi do povečanih ven v glavi in vratu. Lahko se pojavijo zadihanost, kašelj, bolečine v prsih in težave s požiranjem. Pembertonov znak je lahko pozitiven.*
Pri regurgitaciji trilistne (trikuspidalne) zaklopke so pulzacije v venah lahko zelo močne. 
*Članek je le informativne narave – če se vam pojavljajo ti simptomi, obiščite zdravnika.

## Dodatne slike
- Diagram, ki prikazuje parietalni venski sistem.
- Pogled od spredaj srca in pljuč.
- Pogled na srce od zgoraj
- Zgornja votla vena (označeno z zelenim napisom Superior vena cava)
- Prečni presek prsnega koša, ki prikazuje odnose med pljučnimi žilami.
- Aortni lok v odnosu na druge žile.
- Brahicefalične žile, zgornja votla vena, spodnja votla vena, vena azygos in njihovi pritoki.